# Sobinka
Huyện Sobinka (tiếng Nga: ? райо́н) là một huyện hành chính tự quản (raion), của Tỉnh Vladimir, Nga. Huyện có diện tích 8 km², dân số thời điểm ngày 1 tháng 1 năm 2000 là 22500 người. Trung tâm của huyện đóng ở Sobinka.